# Вильчиньская, Лена
Лена Вильчиньская (пол. Lena Wilczyńska, наст. имя Хелена Вильчиньская) — польская актриса театра и кино.

## Биография
Лена Вильчиньская родилась 18 февраля 1912 в Лодзи. Актриса театров в Лодзи и в Белостоке. Умерла 26 мая 1984 в Лодзи.

## Избранная фильмография
- 1958 — Прощания / Pożegnania — Целина, гостья графини
- 1958 — Галоши счастья / Kalosze szczęścia — хозяйка канарейки
- 1959 — Инспекция пана Анатоля / Inspekcja pana Anatola — женщина на перроне
- 1960 — Тысяча талеров / Tysiąc talarów — крестьянка
- 1965 — Капитан Сова идёт по следу / Kapitan Sowa na tropie — начальница Мальчиковой (только в 7-й серии)
- 1966 — Жареные голубки / Pieczone gołąbki — квартирантка
- 1967 — Матримониальный справочник / Poradnik matrymonialny — медсестра
- 1968 — Ставка больше, чем жизнь / Stawka większa niż życie — бабушка девочки (только в 16-й серии)
- 1974 — Сколько той жизни / Ile jest życia — аптекарь (только в 5-й серии)
- 1974 — Земля обетованная / Ziemia obiecana — Эндельманова
- 1977 — Кукла / Lalka (только в 7-й серии)
- 1978 — Семья Поланецких / Rodzina Połanieckich (только в 6-й серии)
- 1978 — Роман Терезы Хеннерт / Romans Teresy Hennert — член семьи Лина
- 1981 — Ян Сердце / Jan Serce — Миллерова, соседка Сердцов
- 1981 — Ва-банк / Vabank — женщина с кошкой, кассирша в бывшем кинотеатре
- 1982 — Прогноз погоды / Prognoza pogody — Ксения